# Castilho
Castilho es un municipio del estado brasileño de São Paulo. Su población es de 15.199 habitantes (estimativas IBGE/2006) y su superficie de 1.062,6 km², lo que da una densidad demográfica de 14,3 hab/km².

## Clima
El clima de Castilho puede ser clasificado como clima tropical de sabana (Aw), de acuerdo con la clasificación climática de Köppen.

## Demografía
Datos del Censo - 2000
Población Total: 14.948
- Urbana: 11.959
- Rural: 2.989
- Hombres: 7.470
- Mujeres: 7.478

Densidad demográfica (hab./km²): 14,07
Mortalidad infantil (por mil): 13,92
Expectativa de vida (años): 72,29
Tasa de fecundidad (hijos por mujer): 1,89
Tasa de Alfabetización: 85,09%
Índice de Desarrollo Humano Municipal (IDH-M): 0,760
- IDH-M Renta: 0,648
- IDH-M Longevidad: 0,788
- IDH-M Educación: 0,844

## Religión
El Cristianismo está presente en la ciudad de la siguiente manera:

### Iglesia Católica
La iglesia católica del municipio forma parte de la Diócesis de Araçatuba.

### Iglesia Protestante
En la ciudad están presentes las más diversas creencias evangélicas, principalmente pentecostales, incluidas las Asambleas de Dios de Brasil (la iglesia evangélica más grande del país), Congregación Cristiana, entre otras. Estas denominaciones están creciendo cada vez más en todo Brasil.